# شفابن آوغسبورغ
نادي تشفابين أوغسبورغ لكرة القدم (بالألمانية: Turn- und Sportverein 1847 Schwaben Augsburg) نادي كرة قدم ألماني يلعب في دوري الدرجة السابعة. تم تأسيس النادي في سنة 1847 .